# Martine Dupuy
Martine Dupuy (Marsiglia, 10 dicembre 1952) è un mezzosoprano francese,  nota principalmente per il suo repertorio belcantisco e le interpretazioni di contralto in numerose opere di Gioacchino Rossini.

## Biografia
Contemporaneamente agli studi universitari in italiano presso la Facoltà di Lettere dell'Università di Aix-Marseille, studiò canto al conservatorio della città natale, debuttando nel teatro d'Opera della stessa città, nel ruolo di Welgunde ne Il crepuscolo degli dei di Richard Wagner, unendosi alla compagnia dell'opera di Marsiglia nel 1973.
Studiò con il maestro Francis Dresse, perfezionandosi inoltre dallo specialista del belcanto Rodolfo Celletti, vincendo il concorso canoro Lauri-Volpi nel 1975 e quello di Peschiera dal Garda.
Il suo timbro vocale è quello di un mezzosoprano di coloratura, capace di ornamenti virtuosistici, con una grande estensione, fino al do sovracuto, che l'ha resa ideale nei ruoli di contralto rossiniani. Di lei, il critico musicale del quotidiano Le Monde , Jacques Longchampt, scrisse che ha " una superba voce di mezzosoprano, rotonda, carnosa, che dispiega il suo tessuto ricco e setoso in un tripudio tecnico che nulla può fermare".
Dopo i debutti nel repertorio classico e barocco (Eurydice in Le carnaval de Venise di Campra, Orfeo in Orfeo ed Euridice di Gluck), nonché Mozart (Cecilio in Lucio Silla , Sesto in La clemenza di Tito , Idamante in Idomeneo e Cherubino (Le nozze di Figaro), con incursioni romantiche nel ruolo di Charlotte nel Werther di Jules Massenet (1977, Opéra de Lyon) o di Marguerite ne La damnation de Faust di Hector Berlioz, si dedicò principalmente al repertorio italiano, ricoprendo un ruolo importante nel "rinascimento rossiniano" degli anni '80, che portò alla creazione del Festival Rossini di Pesaro; fu particolarmente apprezzata nei ruoli di Rosina (Il barbiere di Siviglia), Isabella (L'italiana in Algeri), Arsace (Semiramide), Malcolm (La donna del lago), Falliero ( Bianca e Falliero) e Angelina (La Cenerentola).
Nel repertorio italiano cantò anche Bellini (Romeo ne I Capuleti ed i Montecchi, il suo ruolo preferito, Adalgisa in Norma ) , Donizetti (Il diluvio universale, Lucrezia Borgia), non mancando qualche rara incursione in Verdi (Maddalena in Rigoletto , Eboli in Don Carlo).  Ha cantato regolarmente all'Opera di Stato di Vienna, al Teatro comunale di Bologna, a Verona e nel 1988 ha debuttato al Metropolitan di New York nella Giulietta de I racconti di Hoffmann, cantando anche nel Giulio Cesare di Händel.
Fu regolarmente presente sul palcoscenico dell'Opéra national de Paris, sia al Palais Garnier (Adalgisa in Norma nel 1989) che all'Opéra Bastille per la sua inaugurazione, il 13 luglio 1989, e poi ne I racconti di Hoffmann diretto da Roman Polański. Ha vinto una Victoire de la musique nella categoria Rivelazione classica nel 1991.
Martine Dupuy ha interrotto la sua carriera a metà degli anni '90, ritirandosi a vivere a Marsiglia.